# Between Angels and Insects
Singles de Papa Roach
Broken Home
(2000) She Loves Me Not
(2002)
Pistes de Infest
Dead Cell Blood Brothers
Between Angels and Insects est une chanson du groupe Papa Roach. C'est le troisième single extrait de l'album Infest et la cinquième piste de cet album.

## Clip vidéo
Le clip montre le groupe jouant dans un garage. La caméra utilise plusieurs effets spéciaux comme le morphing d'un angle à un autre rapidement, révélant les entrailles des membres du groupe (des effets qui ne sont pas sans rappeler la version cinématographique de Fight Club). Des cafards apparaissent à plusieurs reprises (par exemple sortant de la bouche de Jacoby Shaddix, quand il crie).